# Оккупация территории СССР войсками нацистской Германии и её союзников
В ходе вторжения в СССР (1941—1945) Германия и её союзники оккупировали территории СССР, на которых жила треть населения страны. Под вражеской оккупацией оказались территории Белорусской, Украинской, Эстонской, Латвийской и Литовской союзных республик, а также тринадцать краёв и областей РСФСР. Территории Молдавской ССР и некоторых районов юга Украинской ССР, аннексированные СССР в 1940 году, были оккупированы Румынией с созданием губернаторства Транснистрия. Часть новообразованной по итогам советско-финской войны Карело-Финской ССР была занята войсками Финляндии.

## Цели Германии на Востоке
Политика нацистской Германии в отношении советских граждан проводилась в соответствии с планами Бакке и «Ост», подразумевавшими частичное уничтожение гражданского населения и «окончательное решение еврейского вопроса» на территории СССР (всё вместе часто называемое геноцидом).
Для того, чтобы оправдать уничижительное отношение к гражданскому населению СССР и карательный террор над ним в любых возможных формах (сексуальные преступления, убийства, другие особо тяжкие преступления, преступления против человечности, садизм), были созданы пропагандистские клише о том, что народы СССР — это «недочеловеки», к которым нет и не может быть пощады.
С другой стороны, для содействия в осуществлении своих планов и последующей помощи в управлении гражданским населением, оккупационные органы призывали в свои ряды сочувствующих им граждан СССР, используя их ненависть к Советской власти, национально-освободительную борьбу украинского, казаческого, русского коллаборационизма, а также страх перед оккупантами и пораженческие настроения.
Коллаборационизм советских граждан с германскими оккупационными властями (особенно в начале войны) был беспрецедентным, и это сотрудничество с оккупантами развивалось в различных формах: военной, политической, хозяйственной, административной. Причины, толкнувшие людей на этот шаг, имели сложный и неоднозначный характер, были порождены разными обстоятельствами бытового, психологического, мировоззренческого, иногда религиозного порядка. Весьма вероятно, что среди этих людей имелась значительная прослойка антисоветски настроенных граждан, которые добросовестно и преданно служили немецким оккупационным властям. Жестокий тоталитарный сталинский режим, коллективизация, раскулачивание и расказачивание, насильственные депортации и переселения целых народов, голодные катастрофы, сталинские репрессии и повсеместный террор, утрата национальной независимости прибалтийскими государствами и другие следствия преобразований большевиков, вызывали недовольство значительной части населения, явление носило настолько массовый характер, что по сути в 1941—1945 гг. в рамках Второй мировой и Великой Отечественной, в СССР разгорелся второй этап Гражданской войны, когда миллионы граждан страны вновь оказались по разные стороны баррикад с оружием в руках друг против друга. Всё это активно использовала немецкая пропаганда — под предлогом освобождения порабощённых народов СССР проводилась политика демонизации советского государства. Немаловажным фактором была и продолжающаяся антисоветская деятельность белогвардейской эмиграции — в особенности той её части, которая заняла «непримиримую позицию», а с началом Великой Отечественной войны встала на позицию «пораженчества» по отношению к существующему режиму в СССР:20. Однако с момента перехода Германии к «тотальной войне», массовому привлечению населения к принудительным работам, угону миллионов граждан СССР на работу в Германию с оккупированных территорий, сохранению немцами колхозов, для облегчения изъятия у населения сельхозпродукции для снабжения немецкой армии (план голода), поддержка оккупационных властей населением на оккупированных территориях стала падать.

Начальник штаба оперативного руководства ОКВ после соответствующей правки возвратил представленный ему 18 декабря 1940 г. отделом «Оборона страны» проект документа «Указания относительно специальных проблем директивы № 21 (вариант плана „Барбаросса“)», сделав приписку о том, что данный проект может быть доложен фюреру после доработки в соответствии с нижеследующим его положением:
«Предстоящая война явится не только вооруженной борьбой, но и одновременно борьбой двух мировоззрений. Чтобы выиграть эту войну в условиях, когда противник располагает огромной территорией, недостаточно разбить его вооруженные силы. Эту территорию следует разделить на несколько государств, возглавляемых своими собственными правительствами, с которыми мы могли бы заключить мирные договоры.
Создание подобных правительств требует большого политического мастерства и разработки хорошо продуманных общих принципов.
Всякая революция крупного масштаба вызывает к жизни такие явления, которые нельзя просто отбросить в сторону. Социалистические идеи в нынешней России уже невозможно искоренить. Эти идеи могут послужить внутриполитической основой при создании новых государств и правительств. Еврейско-большевистская интеллигенция, представляющая собой угнетателя народа, должна быть удалена со сцены. Бывшая буржуазно-аристократическая интеллигенция, если она ещё и есть, в первую очередь среди эмигрантов, также не должна допускаться к власти. Она не воспримется русским народом и, кроме того, она враждебна по отношению к немецкой нации. Это особенно заметно в бывших Прибалтийских государствах. Кроме того, мы ни в коем случае не должны допустить замены большевистского государства националистической Россией, которая в конечном счете (о чём свидетельствует история) будет вновь противостоять Германии.
Наша задача и заключается в том, чтобы как можно быстрее, с наименьшей затратой военных усилий создать эти зависимые от нас социалистические государства.
Эта задача настолько трудна, что одна армия решить её не в состоянии».
— Запись оперативного руководства ОКБ Германии в дневнике штаба о целях создания оккупационного режима на территории Советского Союза

Теперь является важным, чтобы мы не раскрывали своих целеустановок перед всем миром. Это к тому же вовсе не нужно. Главное, чтобы мы сами знали, чего мы хотим. Ни в коем случае не следует осложнять наш путь излишними заявлениями. Подобного рода объяснения являются излишними, ибо мы можем всё сделать, поскольку у нас хватит сил, а что лежит за пределами нашей силы, мы всё равно сделать не можем...
...Итак, мы снова будем подчёркивать, что мы были вынуждены занять район, навести в нём порядок и установить безопасность. Мы были вынуждены в интересах населения заботиться о спокойствии, пропитании, путях сообщения и т. п. Отсюда и происходит наше регулирование. Таким образом, не должно быть распознано, что дело касается окончательного регулирования. Все необходимые меры — расстрелы, выселения и т. д. — мы, несмотря на это, осуществляем и можем осуществлять.
Мы, однако, отнюдь не желаем превращать преждевременно кого-либо в своих врагов. Поэтому мы пока будем действовать так, как если бы мы намеревались осуществлять мандат. Но нам самим при этом должно быть совершенно ясно, что мы из этих областей никогда уже не уйдём. Исходя из этого, речь идёт о следующем;
1. Ничего не строить для окончательного урегулирования, но исподтишка подготовить всё для этого.
2. Мы подчёркиваем, что мы приносим свободу, в частности: Крым должен быть освобождён от всех чужаков и заселён немцами. Точно так же австрийская Галиция должна стать областью Германской империи...
...Создание военной державы западнее Урала никогда не должно снова стать на повестку дня, хотя бы нам для этого пришлось воевать сто лет. Все последователи фюрера должны знать: Империя лишь тогда будет в безопасности, если западнее Урала не будет существовать чужого войска. Защиту этого пространства от всяких возможных опасностей берёт на себя Германия. Железным законом должно быть: «Никогда не должно быть позволено, чтобы оружие носил кто-либо иной, кроме немцев!»
Это особенно важно. Даже если в ближайшее время нам казалось бы более лёгким привлечь какие-либо чужие, подчинённые народы к вооружённой помощи, это было бы неправильным. Это в один прекрасный день непременно и неизбежно обернулось бы против нас самих. Только немец вправе носить оружие, а не славянин, не чех, не казак и не украинец...
...Новоприобретённые восточные районы мы должны превратить в райский сад. Они для нас жизненно важны. Колонии по сравнению с ними играют совершенно подчинённую роль.
Даже в тех случаях, когда мы отделяем некоторые районы, мы всегда обязаны выступать в роли защитников права и населения. Соответственно этому уже сейчас нужно избрать необходимые формулировки. Мы говорим не о новой области Империи, а о необходимой задаче, выдвинутой войной...
...Рейхсляйтер Розенберг подчеркивает, что, по его мнению, в каждой области (комиссариате) должно быть разное отношение к населению. На Украине мы должны были бы выступить с обещаниями в области культуры, мы должны были бы пробудить историческое самосознание украинцев, должны были бы открыть университет в Киеве и т. п.
Рейхсмаршал возражает, указывая на то, что мы в первую очередь должны обеспечить себе пропитание, всё остальное могло бы быть гораздо позже. (Побочный вопрос: имеется ли вообще ещё культурная прослойка на Украине или украинцы, принадлежащие к высшим классам, имеются лишь вне современной России в качестве эмигрантов?)
— Из протокольной записи совещания А. Гитлера с руководителями рейха о целях войны против Советского Союза, 16 июля 1941 года

## Рейхскомиссариаты

### Остланд и Московия
17 июля 1941 года на основании декрета Гитлера «О гражданском управлении в оккупированных восточных областях» было создано Имперское министерство оккупированных восточных территорий (нем. Reichsministerium für die besetzten Ostgebiete (RMfdbO)). Возглавил его Альфред Розенберг. В этот же день учреждены две административные единицы Нацистской Германии — Рейхскомиссариат Остланд, включавший в себя Прибалтику и Западную Белоруссию и подразделявшийся на четыре генеральных округа (нем. Generalbezirke), Estland, Lettland, Litauen и Weißruthenien, и Рейхскомиссариат Московия, который должен был включить всю европейскую часть России, за исключением юга и западных областей (Псков и др.), вошедших в «Остланд». К этому моменту территория последнего была захвачена почти полностью, за исключением северной части Эстонии.

### Украина
Перед нападением на СССР Альфред Розенберг в своей речи 20 июня 1941 года в узком кругу заявил:

Русские сегодня господа на Украине. Этим определяется цель для Германии: свобода украинского народа. Это непременно следует принять в качестве программного политического пункта. В какой форме и в каких масштабах сможет потом возникнуть украинское государство, говорить в настоящее время нет никакого смысла. <…> Надо способствовать появлению литературы о борьбе украинцев, с тем чтобы можно было вновь оживить историческое сознание украинцев. В Киеве надо бы создать университет, открыть технические вузы, поддерживать украинский язык; <…> И, наконец, на более позднее время можно иметь в виду и организацию политического движения, что-нибудь вроде Свободного украинского казачества. <…> московское государство надо рассматривать не как друга, а как смертельного врага Германии, а вместе с тем и украинского государства. Украина, следовательно, будет всегда рассчитывать на защиту какой-либо другой великой державы, и ею, само собой разумеется, может быть только Германия.

30 июня 1941 года, после отступления советских войск из города Львова Украинской ССР и вхождения в него утром того же дня первых подразделений вермахта, Организация украинских националистов (ОУН(б)/ОУН(р)) во главе со Степаном Бандерой провозгласила создание Украинского государства, которое «будет тесно сотрудничать с национал-социалистической Великой Германией под руководством вождя Адольфа Гитлера, создающего новый порядок в Европе и всём мире». Председателем правительства — «Украинского государственного правления» — был назначен Ярослав Стецько. Позднее, после оккупации вермахтом Киева, конкурировавшая ОУН(м) Андрея Мельника провозгласила создание Украинского национального совета. Однако власти Третьего рейха не признали ни одно из новопровозглашённых правительств. Их члены поочерёдно несколько раз арестовывались, а впоследствии были отправлены в концлагеря (до сентября 1944 года).

20 августа 1941 года декретом Адольфа Гитлера был учреждён рейхскомиссариат Украина, со столицей в городе Ровно, как административная единица Великогерманского рейха. Рейхскомиссариат включал в себя захваченные войсками нацистской Германии территории Украинской ССР за вычетом дистрикта Галиция (передававшегося под контроль Генерал-губернаторства), Транснистрии (Заднестровья) и Северной Буковины, отходивших Румынии, и, позже, выделения Таврии (Крыма), аннексированной Германией под будущую немецкую колонизацию как Готия (Готенгау). Кроме того, рейхскомиссариат Украина должен был позже охватить также области РСФСР: Курскую, Воронежскую, Орловскую, Ростовскую, Тамбовскую, Саратовскую и Сталинградскую.

На протяжении всего периода оккупации, вплоть до полного освобождения Красной армией территории Украинской ССР от германской оккупации в ноябре 1944 года, должность рейхскомиссара занимал Эрих Кох.

### Кавказ
На Кавказе предполагалось создать автономную область (рейхскомиссариат) в составе Третьего рейха. Столица — Тбилиси (предполагаемая). Территория охватывала бы весь советский Кавказ от Турции и Ирана до Дона и Волги. В составе рейхскомиссариата планировалось создать национальные образования.

## Румынская зона оккупации
Гитлер дал согласие на присоединение Бессарабии, Буковины и междуречья Днестра и Южного Буга к Румынии. Эти территории попали под контроль румынских властей, на них были учреждены Буковинское губернаторство, Бессарабское губернаторство и Транснистрия. Столицей Буковинского губернаторства стали Черновцы, Бессарабского — Кишинёв, а Транснистрии — сначала Тирасполь, а потом Одесса.

## Финская зона оккупации
Финскими войсками на протяжении почти трёх лет была оккупирована часть Карелии. На оккупированных территориях было интернировано нефинноязычное население.
Всего в финские концлагеря было помещено около 24 тыс. человек местного населения из числа этнических русских, из которых, по финским данным, около 4 тыс. погибло от голода.

## Подготовка к войне и начальный период боевых действий
Как пишет российский историк Геннадий Бордюгов, «политическое и военное руководство Германии с самого начала… потребовало от солдат готовности к противоправным, преступным, по сути, действиям. Представления Гитлера на этот счёт были последовательным развитием тех политических принципов, которые он изложил в своих книгах, написанных ещё в 1920-е годы… Как уже говорилось выше, 30 марта 1941 года на секретном совещании Гитлер, выступая перед 250 генералами, войскам которых предстояло участвовать в операции „Барбаросса“, назвал большевизм проявлением „социальной преступности“. Он заявил, что „речь идёт о борьбе на уничтожение“».
Согласно приказу начальника штаба Верховного командования вермахта генерал-фельдмаршала Кейтеля от 13 мая 1941 года «О военной подсудности в районе „Барбаросса“ и об особых полномочиях войск», подписанному им на основании распоряжений Гитлера, фактически объявлялся режим неограниченного террора на территории СССР, занятой немецкими войсками. В приказе содержался пункт, фактически освобождавший оккупантов от ответственности за преступления против гражданского населения: «Возбуждение преследования за действия, совершённые военнослужащими и обслуживающим персоналом по отношению к враждебным гражданским лицам, не является обязательным даже в тех случаях, когда эти действия одновременно составляют военное преступление или проступок».
19 мая 1941 года были приняты «Руководящие указания о поведении войск в России», ограничивавшие уголовное преследование немецких военнослужащих.
23 июля 1941 года, уже в ходе военных действий, Кейтель отдал приказ войскам о необходимости применения самых суровых мер в отношении гражданского населения: «Частям, назначенным для охраны оккупированных восточных районов, ввиду их обширности следует подавлять сопротивление гражданского населения не методом юридического наказания преступников, а путём запугивания с тем, чтобы отбить у него всякую охоту продолжать борьбу… Для поддержания порядка командующие не должны требовать подкреплений, а применять самые драконовские меры».
Геннадий Бордюгов указывает также на существование других документальных подтверждений отношения немецких военачальников к гражданскому населению, оказавшемуся в зоне боевых действий, — так, командующий 6-й армией фон Райхенау требует (10 июля 1941 года) расстреливать «солдат в штатском, которых легко узнать по короткой стрижке», и «гражданских лиц, манеры и поведение которых представляются враждебными», генерал Г. Хот (ноябрь 1941 года) — «немедленно и безжалостно пресекать каждый шаг активного или пассивного сопротивления», командир 254-й дивизии генерал-лейтенант фон Вешнитта (2 декабря 1941 года) — «стрелять без предупреждения в любое гражданское лицо любого возраста и пола, которое приближается к передовой» и «немедленно расстреливать любого, подозреваемого в шпионаже».
16 декабря 1942 года Кейтель подписал директиву «Борьба с бандами», в которой подтвердил, что немецкие войска «имеют право и обязаны применять в этой борьбе любые средства, без ограничения, также против женщин и детей, если это только способствует успеху».

## Управление оккупированными территориями
По поручению фюрера вам предстоит работать на политических, военных и административных должностях среди славянских народов: московитов, украинцев, белорусов... Ваша миссия так же ответственна и трудна, как историческая миссия тевтонских и ливонских рыцарей с той разницей, что у тех были границы продвижения на восток, у вас же их нет! Вы — авангард победоносной германской расы, начинающей свой натиск на Восток через болота и степи большевистской Московии. Вы — начало великого переселения народов германского племени.
— Речь директора школы внешнеполитического отдела НДСАП Шмидта
На оккупированной территории действовала как военная (в прифронтовой зоне, зона «А», около 250-500 км от линии фронта), так и гражданская (в тыловых областях, зона «B») администрация. Во главе военной администрации стоял генеральный квартирмейстер верховного командования сухопутных войск (7-й отдел военной администрации). Начальники военной администрации при группах войск были одновременно командующими сухопутными войсками в тыловых областях, а начальники военной администрации армий были одновременно комендантами тыловых районов армий. Им были подчинены войска охраны тыла, а также местные вспомогательные силы. К первичным органам военной администрации относились полевой комендант и начальник гарнизона. Гражданскую оккупационную администрацию в тыловых областях возглавляли рейхскомиссары.
20 апреля 1941 года Гитлер предложил одному из идеологов национал-социализма Альфреду Розенбергу возглавить осуществление оккупационной политики на Востоке. 9 мая Розенберг представил Гитлеру проект директив по восточной политике, который, в частности, предусматривал расчленение СССР на ряд губернаторств.
17 июля 1941 года на основании распоряжения Гитлера «О гражданском управлении в оккупированных восточных областях» под руководством Розенберга было сформировано Имперское министерство по делам оккупированных восточных территорий. Ему подчинялись рейхскомиссариаты:
- Рейхскомиссариат Остланд (центр — Рига), включавший территорию прибалтийских республик СССР и Белоруссии (рейхскомиссар Генрих Лозе);
- Рейхскомиссариат Украина (центр — Ровно), в который вошла территория Украины, за исключением нескольких областей Западной Украины, а также часть белорусских областей — юг Брестской области, почти вся Гомельская и часть Пинской и Полесской областей (рейхскомиссар Эрих Кох).

Предусматривалось также создание рейхскомиссариатов «Кавказ» (центр — Тбилиси, рейхскомиссар А. Шикеданц), «Московия» (Центральная Россия до Урала; рейхскомиссар 3. Каше), «Туркестан» (территория Средней Азии). Аппараты рейхскомиссариатов «Кавказ», «Московия» и «Туркестан» были сформированы в 1941 году, однако к работе приступили лишь некоторые административные органы на Кавказе и в Центральной России, так как практически вся территория этих рейхскомиссариатов находилась в прифронтовой полосе и потому подлежала военному управлению.
После освобождения советскими войсками территории СССР аппарат рейхскомиссариатов был эвакуирован, министерство фактически расформировано, а его состав — мобилизован в ходе мероприятий по ведению тотальной войны.
Другие административно-территориальные образования нацистской Германии на оккупированных советских территориях:
- Дистрикт Галиция в составе Генерал-губернаторства,
- Локотское самоуправление;
- Белорусская центральная рада.

Территории к востоку от рейхскомиссариатов «Остланд» и «Украина» находились под военным управлением главнокомандующего немецкими сухопутными войсками, командующих группами войск и армий.
Рейхскомиссариаты в административно-территориальном отношении состояли из генеральных округов, областей (гебитов), округов, районов, уездов, волостей, которые возглавляли генеральные, гебит- и районные комиссары.
Оккупированные области РСФСР не имели единой гражданской администрации и унифицированного управления. В городах создавались управы, в сельских районах — комендатуры.
Все бывшие советские органы были распущены, общественные организации — запрещены. Вся полнота власти в районах (волостях) принадлежала соответствующим военным комендантам. В волостях назначались старшины (бургомистры), в деревнях и сёлах — старосты. Каждый староста имел в своём подчинении заместителя, писаря, нескольких полицейских. Формально староста должен был избираться на сельском сходе под контролем немецких властей, но, как правило, они просто назначались немцами. Староста являлся полным хозяином жизни в сельской общине, без его распоряжения выезд из населённого пункта запрещался, он же распределял людей на работы и на выполнение поручений оккупационных властей, отвечал за благонадёжность населения, готовил списки граждан для вывоза в Германию, выявлял сочувствующих партизанам и их помощников, отвечал за реквизицию продуктов и вещей по требованию оккупантов, был обязан доносить о каждом появившемся в селе постороннем человеке и т. д. Старосты и писари получали довольно высокое денежное вознаграждение, а сельские полицейские — ещё и продовольственный паёк (около 1 пуда хлеба в месяц). При этом положение самих старост полностью зависело от немцев — те их могли по малейшему подозрению в нелояльности снять с должности и даже казнить.
Немцами были воссозданы волости (обычно для удобства они совпадали территориально с границами бывших сельсоветов). Ими руководил волостной старшина, которому подчинялись волостной писарь, начальник волостной полиции, волостной судья. Все они назначались из бывших советских граждан, как правило, из числа недовольных советской властью, при этом хорошо знавших свой район, стремились привлечь прежних учителей, инженеров, агрономов и т. д. Волости объединялись в уезды (тоже, как правило, их границы совпадали с границами бывших советских районов). Во главе уезда стоял бургомистр, ему подчинялась уездная полиция. Иногда несколько уездов объединялись в округ во главе с обер-бургомистром (ими были или немцы или особо доверенные коллаборационисты из местных, иногда — прибывшие с немцами бывшие российские эмигранты). Также бургомистры были в городах, где подчинялись немецким военным комендантам.
Порядок в сельских районах обеспечивала вспомогательная полиция, в крупных населённых пунктах — подразделения СС и охранные части. Для карательных операций широко привлекались армейские части из числа выведенных с фронта на отдых, переформирование и т. д., а также тыловые части, подчинявшиеся начальникам тыла армий и групп армий.
Был введён строгий учёт местного населения, которое подлежало регистрации в полиции. В каждом населённом пункте были составлены списки жителей, причём отдельно учитывались все оказавшиеся в нём после 21 июня 1941 года. По этим спискам каждому жителю присваивался персональный номер (в ряде регионов появление жителей на улице без бирки с этим номером запрещалось и строго каралось). Был введён строгий административный режим: жителям запрещалось без письменного разрешения властей покидать места постоянного проживания, а в населённых пунктах действовал комендантский час.

Фюрер желает, и я сообщаю Вам об этом по его поручению, чтобы Вы позаботились о соблюдении и проведении следующих принципов в оккупированных восточных областях:
1. Если женщины и девушки в занятых восточных областях делают аборты, то это для нас только к лучшему; немецкие юристы не должны ни в коем случае возражать против этого. По мнению фюрера, следует даже допустить торговлю противозачаточными средствами в занятых восточных областях, так как мы совершенно не заинтересованы в росте ненемецкого населения.
2. Опасность того, что ненемецкое население в восточных областях начнет расти сильнее, чем до сих пор, очень велика, так как все жизненные условия для ненемецкого населения становятся, само собой разумеется, намного лучше. Именно поэтому мы должны принять необходимые меры против роста ненемецкого населения.
З. Для ненемецкого населения в занятых восточных областях ни в коем случае не должно вводиться немецкое медицинское обслуживание. Не может быть и речи, например, о прививках и подобных профилактических мерах для ненемецкого населения.
4. Ненемецкое население ни в коем случае не должно допускаться к высшему образованию. Если мы совершим эту ошибку, то сами вырастим грядущее сопротивление. По мнению фюрера, совершенно достаточно, чтобы ненемецкое население — в том числе так называемые украинцы — умело читать и писать.
5. Ни в коем случае не следует проводить какие-либо меры по воспитанию в ненемецком населении чувства хозяина! Необходимо действовать прямо противоположно!
6. Вместо нынешних письменных знаков в будущем следует обучать в школах нормальному шрифту.
7. Немцы должны быть в любом случае вывезены из украинских городов; даже размещение в бараках за пределами городов лучше, чем в городах! Ни в коем случае не благоустраивать русские (украинские) города, так как не следует повышать уровень жизни населения, а немцы должны поселиться во вновь построенных городах и деревнях, из которых должно быть строго удалено все русское (украинское) население. Поэтому дома, которые будут строиться для немцев, ни в коем случае не должны быть похожи на русские (украинские) дома (обмазанные глиной, с соломенной крышей и т. д.).
8. В старом рейхе, подчеркнул фюрер, слишком многое регламентировано и предписано; мы не должны ни в коем случае повторять эту ошибку в восточных областях. Для ненемецкого населения, следовательно, не следует слишком многое регламентировать: здесь следует ограничиться лишь самым необходимым. Немецкая администрация должна поэтому в любом случае быть малочисленной; областной комиссар должен работать с местными должностными лицами; ни в коем случае не должно быть единой украинской администрации вплоть до генерального комиссара или рейхскомиссара.
— Письмо руководителя партийной канцелярии Мартина Борманна рейхсминистру Розенбергу от 23.7.1942 г. об обращении с местным населением.

## Экономическая политика
Руководством нацистской Германии была разработана «Директива по руководству экономикой во вновь оккупируемых восточных областях», в которой все экономические ресурсы оккупированных территорий СССР должны были служить одной цели — снабжению вермахта и военной промышленности Германии. Предусматривалась реквизиция всех запасов продовольствия, нефтепродуктов, транспортных средств и всех видов промышленного сырья. Предполагалось, что при этом десятки миллионов жителей оккупированных территорий умрут от голода.

Снабжение немецкого народа продовольствием в эти годы, без сомнения, есть главное германское требование на Востоке, поэтому южные области и Северный Кавказ должны стать источником снабжения немецкого народа продовольствием. Мы ни в коем случае не считаем себя обязанными снабжать русское население из этих плодороднейших областей. Мы знаем, что это суровая необходимость, находящаяся за пределами чувств. Без сомнения, потребуется широкая эвакуация, и русским, безусловно, предстоят очень трудные годы.
— Из речи Альфреда Розенберга 20.6.1941 г. о политических требованиях в предстоящей войне против Советского Союза
Для выполнения тяжёлых работ: постройки дорог, мостов, восстановления военных, ремонтных и коммунальных предприятий, и для работы на них, немецкие военные власти принудительно привлекали местное население в возрасте от 14 до 60 лет. Продолжительность рабочего дня доходила до 14 часов. Работы осуществлялись под постоянным надзором немецкой администрации и местной полиции из числа коллаборационистов. Медленно или плохо работающие, уклоняющиеся от работы подвергались физическим наказаниям, вплоть до расстрела. Заработка рабочих не хватало, чтобы удовлетворить самые необходимые потребности в продуктах питания.
Снабжения населения продовольствием со стороны оккупационных властей организовано не было, в особенно трудных условиях оказались городские жители. Растущие рыночные цены находились в резком контрасте с получаемой рабочими зарплатой. Городское население голодало, и было вынуждено обменивать на продукты питания последнюю одежду и домашнюю утварь. Смерть от голода на оккупированных территориях была обычным явлением.
На оккупированных территориях повсеместно были установлены штрафы, натуральные и денежные налоги, размеры которых большей частью устанавливались оккупационными властями произвольно.
Стремясь захватить полностью все запасы дефицитного сырья, немцы запретили производство товаров первой необходимости для снабжения местного населения: мыла, обуви, кожевенных изделий, платья и т. п.
Конфискованное сырьё в первый период оккупации целиком вывозилось в Германию, а позднее часть его передавалась местным предприятиям, выполнявшим военные заказы. Также оккупанты вывозили в Германию производственное оборудование ряда предприятий.

По вопросу использования имеющихся возможностей восстановительных работ в восточных областях следует ещё раз упомянуть, что Восток следует рассматривать как чисто аграрную и сырьевую базу. Главные направления для будущих мер в оккупированных областях предусматривают решительную ликвидацию промышленных городов на юге, а также демонтаж годного к применению машинного фонда, особенно для производства цветных металлов и т. п. Все силы должны быть сконцентрированы на сельском хозяйстве и добыче нефти.
— Выдержка из сообщения восточной службы связи при И. Г. Фарбениндустри АГ от 3.1.1942 г. о хозяйственно-политическом будущем оккупированной советской территории. 
Крупнейшие предприятия на оккупированной территории были распределены между германскими компаниями. Например, концерн «Фридрих Крупп» получил завод «Азовсталь» и другие заводы в Мариуполе. Завод «Азовсталь» стал называться Азовским заводом № 1 фирмы «Крупп фон-Болен», а заводы имени Ильича и имени Куйбышева — Азовским заводом № 2.
Оккупанты предполагали ликвидировать колхозную систему и создать крупные помещичьи хозяйства, которые принадлежали бы только немцам. В этих имениях практически на положении рабов должны были трудиться местные крестьяне. Однако фактически после оккупации колхозы в прежнем виде продолжали существовать, попав при этом под контроль оккупантов. В изданной германским командованием секретной инструкции, озаглавленной «Принципы ведения хозяйства на Востоке» (приложение к особому распоряжению по снабжению от 22 августа 1941 г.), указывалось: «…Нужно стремиться к насаждению возможно большего числа немецких руководителей, чтобы добиться быстрейшей отправки продукции руководимых ими предприятий… Сохранение колхозной системы необходимо пока для того, чтобы предотвратить перебои в снабжении немецкой армии и хозяйства за счёт русских просторов».
Сначала сельские жители СССР во многом сочувственно восприняли критику немцами колхозов. Поэтому значительная часть крестьян, хотя и относилась к оккупантам с настороженностью, в первоначальный период оккупации не стремилась к активному сопротивлению захватчикам. Однако надежды крестьян на передачу земли им в частную собственность не оправдались, а насильственное изъятие урожая привело к быстрому истощению запасов и голоду среди крестьян.
Чтобы компенсировать убыль рабочей силы в Германии после объявления её руководством «тотальной войны», с зимы 1942—1943 года на принудительные работы в Германию с территории СССР было угнано более 5 млн человек, которые фактически находились на положении рабов, из них 2 млн погибли.

## Пропагандистская политика и отношение к коллаборационистским силам
Литература и немецкие периодические издания на оккупированной территории СССР в годы Великой Отечественной войны несли, в основном, пропагандистскую нагрузку. Коллаборационистским силам немецкие власти не доверяли.
Командующий группой армий «Центр» Федор фон Бок в октябре 1941 года предложил немедленно приступить к формированию русской национальной армии и правительства в Смоленске. Но его меморандум вернулся с пометкой Кейтеля: «Такие идеи не могут обсуждаться с фюрером».
26 ноября 1943 года командир 203-го отдела абвера капитан Райнхардт направил 202-му отделу абвера при штабе группы армий «Юг» меморандум, в котором говорилось:

Население с надеждой взирало на деятельность национальных комитетов. Но когда их число достигло
28 и когда также и комитет Власова не получил никаких полномочий для действий на оккупированной территории, население стало усматривать в них лишь особо утонченное средство для уничтожения национального единства и обмана народа. Население нигде не видит своих органов управления, которые пользовались бы авторитетом и имели полномочия. Нигде нет ни одного учреждения, где можно было бы полностью раскрыть свои силы…
…В настоящее время большая часть населения мечтает о возвращении Красной Армии и объединении
в едином русском государстве. Немецкая оккупация рассматривается ею как иностранное господство,
которому оказывается частично пассивное, а частично и растущее активное сопротивление.

Но на этот меморандум был дан такой ответ:

Разработка «О необходимости превращения „восточного похода“ в гражданскую войну» носит на себе отпечаток образа мышления нашей агентуры из числа русских, испытывающей разочарование в связи с немецким отступлением.
С одной стороны, эта агентура склонна, естественно, объяснять неудачи ошибками немцев в ведении политической войны. С другой стороны, эти люди с озабоченностью наблюдают за возрождением национального духа под руководством Сталина.
И хотя этот образ мышления изменить кардинально невозможно, нам, то есть немецкой стороне, следует сделать из этого другие выводы и изложить их нашей агентуре из числа русских, как требование.

По этому поводу генерал Гудериан заметил:

Гитлер ухитрился объединить всех русских под сталинским знаменем

## Репрессии
Гигантское пространство, естественно, должно быть как можно скорее замирено. Лучше всего этого можно достигнуть путем расстрела каждого, кто бросит хотя бы косой взгляд.
Фельдмаршал Кейтель подчеркивает, что надо сделать местное население ответственным за свои собственные дела, так как, естественно, невозможно ставить охрану для каждого сарая, для каждого вокзала. Местные жители должны знать, что будет расстрелян всякий, кто проявляет бездействие, и что они будут привлекаться к ответственности за всякий проступок.
— Из протокольной записи совещания А.Гитлера с руководителями рейха о целях войны против Советского Союза, 16 июля 1941 года

После доклада главнокомандующего сухопутных войск фюрер приказал в дополнение директивы 33:
[...]
Войск, предназначенных для обеспечения безопасности завоеванных восточных областей, при большой протяженности этих пространств, хватит только в том случае, если любое сопротивление будет подавлено не путем юридического наказания виновных, а когда оккупационные власти наведут такой страх, который подавит в населении чувство протеста.
Следует возложить ответственность за спокойствие во вверенных им районах на командующих и войска, имеющиеся в их распоряжении. Командиры должны поддерживать безопасность и порядок на своей территории не требованием большего количества силы, а путем применения драконовских мер.
— Отрывок из «Дополнения к директиве 33» начальника верховного командования вермахта Кейтеля от 23. 7.1941 г. по поводу обращения с советским населением.
Обычным наказанием за нарушение распоряжений оккупационных властей и средством устрашения населения служила смертная казнь через повешение — например, за пользование колодцами, которыми пользовались немецкие солдаты, или за нахождение в запретной зоне железной дороги.

Местное население обязано вести себя в соответствии с немецкими законами и с приказами, изданными для него немецкими властями. Поскольку местные жители не являются немецкими подданными или лицами немецкой национальности, они подлежат следующему особому положению о наказаниях:
- Все лица, осуществляющие акт насилия против немецкой империи или против органов власти, находящихся на территории оккупированных восточных областей,
- все лица, намеренно разрушающие учреждения, принадлежащие немецким властям, объекты, служащие деятельности немецких властей, или сооружения, служащие общественным интересам,
- все лица, распространяющие враждебные немцам слухи путём ведения ненавистнической или подстрекательской пропаганды,
- все лица, подстрекающие к неподчинению указам или постановлениям немецких властей,
- все лица, совершающие акты насилия, направленные против немецких граждан или лиц немецкой национальности в связи с их принадлежностью к немецкому народу,
- все лица, совершающие акты насилия против военнослужащих немецкой армии, немецкой полиции, в том числе её вспомогательных сил, представителей управления государственной трудовой повинности, работников немецких властей, служебных органов или партийных организации НСДАП,
- все лица, намеренно совершающие поджоги и тем самым разрушающие общенемецкое имущество или же имущество немецких граждан либо лиц немецкой национальности,

подлежат смертной казни, а в менее тяжёлых случаях — заключению в каторжную тюрьму.
— Указ Министра по делам оккупированных восточных территорий Альфреда Розенберга о вынесении специальными судами приговоров о смертной казни лицам, не повинующимся оккупационным властям, Берлин, 23 августа 1941 года.

Для того чтобы в зародыше задушить недовольство, необходимо при первых же случаях незамедлительно принимать самые решительные меры для того, чтобы укрепить авторитет оккупационных властей и предотвратить дальнейшее распространение движения. При этом следует иметь в виду, что человеческая жизнь в соответствующих странах в большинстве случаев ничего не стоит и что устрашающего действия можно добиться лишь с помощью исключительно жестких мер. Искуплением за жизнь каждого немецкого солдата в таких случаях должна служить, как правило, смертная казнь 50—100 коммунистов. Способы этих казней должны ещё увеличивать степень устрашающего воздействия.
— Приказ В. Кейтеля от 16.9.41 относительно: коммунистического повстанческого движения на оккупированных территориях
На оккупированной территории СССР осуществлялись систематические массовые убийства евреев, цыган, детей с задержкой развития и пациентов психбольниц.
Была создана система верховных фюреров СС и полиции. Они были подчинены непосредственно рейхсфюреру СС Генриху Гиммлеру и несли ответственность, каждый в своей области и во взаимодействии с местными органами полиции безопасности и СД, за борьбу с враждебными оккупантам силами. В оккупированные области сразу же вслед за армейскими подразделениями входили сформированные Главным управлением имперской безопасности айнзацгруппы полиции безопасности и СД. Их задачей была борьба со всеми «враждебными рейху элементами» (коммунисты, евреи, цыгане), которые подлежали уничтожению. При осуществлении массовых убийств айнзацгруппы подкрепляли другие части полиции (униформированная полиция охраны порядка), войска СС, местные подразделения вспомогательной полиции и частично, например, при оцеплении мест расстрела, части вермахта.
Всего, по данным Министерства обороны РФ, нацистским оккупационным режимом и его союзниками были намеренно уничтожены более 7 млн мирных советских граждан. Также на оккупированной территории СССР от голода, болезней и расстрелов массово погибали советские военнопленные.

## Сопротивление
В оккупированных областях СССР организацию сопротивления оккупантам пытался осуществлять ЦК ВКП(б) через подпольные обкомы, горкомы и райкомы партии. В начале июля 1941 года Центральный Комитет партии дал указание обкомам ВКП(б) о немедленной подготовке к переходу на нелегальное положение. В первой половине июля партийное подполье начало реально создаваться, однако быстрое продвижение германских войск вглубь страны помешало полностью завершить эту работу.
Часто бывало, что подпольные организации в оккупированных городах создавались стихийно. Так, в Минске первую подпольную организацию сопротивления создали интендант 3-го ранга РККА Иван Рогов, после того как его часть была разбита на подступах к городу, партийный работник Иван Ковалёв, который по указанию секретаря ЦК КП(б)Б вернулся в Заславль, где он работал до войны, чтобы создать там подпольную организацию, и инженер-нефтяник Исай Казинец, который эвакуировался из Белостока, но сумел добраться только до Минска. Самой знаменитой подпольной организацией, благодаря одноимённому роману писателя Александра Фадеева, стала созданная в оккупированном Краснодоне молодёжная организация «Молодая гвардия». Подпольщики занимались распространением нелегальных листовок, организовывали саботаж, устраивали диверсии, убивали коллаборационистов и представителей оккупационных властей.
В общей сложности, в 1941—1944 годах на оккупированной территории СССР действовали 6 200 партизанских отрядов и соединений, численность партизан и подпольщиков оценивается в 1 миллион человек. Есть и более высокие оценки: 1.1 миллион партизан и 220 тыс. подпольщиков.
Также с немецкими оккупантами и их пособниками на оккупированной территории СССР вели борьбу польская Армия Крайова (в Литве, Западной Белоруссии, Западной Украине) и украинские отряды УПА-ПС (в Западной Украине). Их отношения с советскими партизанами были неоднозначными: от проведения совместных операций до открытых вооружённых столкновений.

## Оценки характера оккупационной администрации
По мнению российского историка А. Р. Дюкова

«жестокость оккупационного режима была такова, что, по самым скромным подсчётам, каждый пятый из оказавшихся под оккупацией семидесяти миллионов советских граждан не дожил до Победы».
По оценке Тэйлора, представителя обвинения от США на Нюрнбергском процессе

«зверства, совершённые вооружёнными силами и другими организациями Третьего рейха на Востоке, были такими потрясающе чудовищными, что человеческий разум с трудом может их постичь… Я думаю, анализ покажет, что это были не просто сумасшествие и жажда крови. Наоборот, налицо имелись метод и цель. Эти зверства имели место в результате тщательно рассчитанных приказов и директив, изданных до или во время нападения на Советский Союз и представляющих собой последовательную логическую систему».
Как указывает российский историк Г. А. Бордюгов, в делах Чрезвычайной государственной комиссии «по установлению и расследованию злодеяний немецко-фашистских захватчиков и их сообщников» (июнь 1941 — декабрь 1944 годов) зафиксировано 54784 акта о зверствах в отношении мирного населения на оккупированных советских территориях. Среди них — такие преступления, как «использование гражданского населения в ходе военных действий, насильственная мобилизация мирного населения, расстрелы мирных жителей и уничтожение их жилищ, изнасилования, охота за людьми — невольниками для германской промышленности».
Немецкая оккупация СССР и её инициаторы были публично осуждены международным трибуналом в ходе Нюрнбергского процесса.

## Масштабы оккупации
Территории СССР, подвергшиеся оккупации, и довоенная численность населения на этих территориях.
| Дата                            | Территория, тыс. км² | %   | Довоенное население, тыс. чел | %    |
| ------------------------------- | -------------------- | --- | ----------------------------- | ---- |
| СССР к началу войны             | 22 124               | 100 | 190 678                       | 100  |
| Подверглось оккупации           | 1 926                | 8,7 | 84 852                        | 44,5 |
| Оккупировано на указанную дату: |                      |     |                               |      |
| 22 июня 1941 года               | —                    | 0,0 | —                             | 0,0  |
| 7 декабря 1941 года             | 1 543                | 7,0 | 74 531                        | 39,1 |
| март-июль 1942 года             | 1 412                | 6,4 | 69 651                        | 36,5 |
| 19 ноября 1942 года             | 1 795                | 8,1 | 79 972                        | 41,9 |
| март-июль 1943 года             | 1 301                | 5,9 | 64 488                        | 33,8 |
| 1 октября 1943 года             | 1 017                | 4,6 | 45 703                        | 24,0 |
| 1 января 1944 года              | 906                  | 4,1 | 38 929                        | 20,4 |
| 22 июня 1944 года               | 577                  | 2,6 | 19 979                        | 10,5 |
| 2 августа 1944 года             | 227                  | 1,0 | 5 134                         | 2,7  |
| 7 ноября 1944 года              | —                    | 0,0 | —                             | 0,0  |

## В искусстве

### Кинематограф
- «Она защищает Родину» (СССР, 1943) — режиссёр Фридрих Эрмлер.
- «Отряд Трубачёва сражается» (СССР, 1957) — режиссёр Илья Фрэз. Экранизация второй части трилогии Валентины Осеевой «Васёк Трубачёв и его товарищи».
- «Судьба человека» (СССР, 1959) — режиссёр Сергей Бондарчук. Экранизация одноимённого рассказа Михаила Шолохова.
- «Бабье царство» (СССР, 1967) — режиссёр Алексей Салтыков.
- «Проверка на дорогах» (СССР, 1971, в титрах – 1985) — режиссёр Алексей Герман. Экранизация повести Юрия Германа «Операция „С Новым годом!“».
- «Назначаешься внучкой» (СССР, 1975) — режиссёр Ярополк Лапшин. По мотивам очерка Евдокии Мухиной «Восемь сантиметров».
- «Восхождение» (СССР, 1976) — режиссёр Лариса Шепитько. Экранизация повести Василя Быкова «Сотников».
- «Оленья охота» (СССР, 1981) — режиссёр Юрий Борецкий.
- «Иди и смотри» (СССР, 1985) — режиссёр Элем Климов.
- «Знак беды» (СССР, 1986) — режиссёр Михаил Пташук. Экранизация одноимённой повести Василя Быкова.
- «Свои» (Россия, 2004) — режиссёр Дмитрий Месхиев.

См. также Советские партизаны в искусстве, Бабий Яр в искусстве.

### Комментарии
1. ↑  Согласно результатам проведенных к настоящему времени исследований, на оккупированных территориях Советского Союза немецкие войска убили не менее 17 000 психиатрических пациентов[36].